# العلاقات البرازيلية الليبية
العلاقات البرازيلية الليبية هي العلاقات الثنائية التي تجمع بين البرازيل وليبيا.

## مقارنة بين البلدين
هذه مقارنة عامة ومرجعية للدولتين:
| وجه المقارنة                                              | البرازيل | ليبيا                                       |
| --------------------------------------------------------- | --- | ------------------------------------------- |
| المساحة (كم2)                                             | 8.52 مليون | 1.76 مليون                                  |
| عدد السكان (نسمة)                                         | 202.66 مليون | 6.37 مليون                                  |
| الكثافة السكانية (ن./كم²)                                 | 23.79 | 3.62                                        |
| العاصمة                                                   | برازيليا، ريو دي جانيرو | طرابلس                                      |
| اللغة الرسمية                                             | برتغالية برازيلية، Brazilian Sign Language ‏ | اللغة العربية، اللغة العربية الفصحى الحديثة |
| العملة                                                    | ريال برازيلي، كروزيرو ريال برازيلي ‏، كروزيرو البرازيلية (1990–1993)، البرازيلي كروزادو نوفو، كروزادو برازيلي، cruzeiro ‏، كروزيرو البرازيلية (1942–1967)، الريال البرازيلي (قديم) | دينار ليبي                                  |
| الناتج المحلي الإجمالي (بليون دولار)                      | 2.06 تريليون | 50.98 مليار                                 |
| الناتج المحلي الإجمالي (تعادل القوة الشرائية) بليون دولار | 3.22 تريليون | 69.32 مليار                                 |
| الناتج المحلي الإجمالي الاسمي للفرد دولار أمريكي          | 8.54 ألف |                                             |
| الناتج المحلي الإجمالي للفرد دولار أمريكي                 | 15.89 ألف | 15.60 ألف                                   |
| مؤشر التنمية البشرية                                      | 0.754 | 0.724                                       |
| رمز المكالمات الدولي                                      | +55 | +218                                        |
| رمز الإنترنت                                              | .br | .ly                                         |
| المنطقة الزمنية                                           | | ت ع م+02:00، توقيت شرق أوروبا               |

## مدن متوأمة
في ما يلي قائمة باتفاقيات التوأمة بين مدن برازيلية وليبية:
- ترتبط بيلو هوريزونتي مع طرابلس باتفاقية توأمة منذ 2006.

## منظمات دولية مشتركة
يشترك البلدان في عضوية مجموعة من المنظمات الدولية، منها:
| علم المنظمة | اسم المنظمة                        | تاريخ انضمام البرازيل | تاريخ انضمام ليبيا |
| ----------- | ---------------------------------- | --------------------- | ------------------ |
|             | الاتحاد البريدي العالمي            | ?                     | ?                  |
|             | يونسكو                             | 4 نوفمبر 1946         | 27 يونيو 1953      |
|             | البنك الدولي للإنشاء والتعمير      | 14 يناير 1946         | 17 سبتمبر 1958     |
|             | وكالة ضمان الاستثمار متعدد الأطراف | 7 يناير 1993          | 5 أبريل 1993       |
|             | البنك الإفريقي للتنمية             | ?                     | ?                  |
|             | الاتحاد الدولي للاتصالات           | 4 يوليو 1877          | 3 فبراير 1953      |
|             | منظمة الشرطة الجنائية الدولية      | ?                     | ?                  |
|             | مؤسسة التمويل الدولية              | 31 ديسمبر 1956        | 18 سبتمبر 1958     |
|             | الأمم المتحدة                      | 24 أكتوبر 1945        | 14 ديسمبر 1955     |
|             | مؤسسة التنمية الدولية              | 15 مارس 1963          | 1 أغسطس 1961       |
|             | منظمة حظر الأسلحة الكيميائية       | ?                     | ?                  |

## وصلات خارجية
- موقع وزارة الخارجية البرازيلية
- موقع وزارة الخارجية الليبية